# 28 août 1997
Le jeudi 28 août 1997 est le 240e jour de l'année 1997.

## Naissances
- Anna Cockrell, athlète américaine, spécialiste du 400 mètres haies
- Emilia McCarthy, actrice, danseuse et écrivaine canadienne
- Gerson Torres, joueur de football costaricain
- Klaudia Maruszewska, athlète polonaise, spécialiste du lancer du javelot
- Mohamed Ali Camara, footballeur guinéen
- Reilly Opelka, joueur de tennis américain

## Décès
- Paul Condrillier (né en avril 1924), pilote de rallye et de circuit français
- Tõnu Haljand (né le 1er juillet 1945), skieur estonien

## Événements
- Découverte des astéroïdes : (14969) Willacather, (23702) 1997 QE1, (24952) 1997 QJ4, (26208) 1997 QJ3, (29450) Tomohiroohno, (31114) 1997 QB1 et (31115) 1997 QF4
- Sortie des films :
  - Affliction
  - Bean
  - Obsession
  - Des choses que je ne t'ai jamais dites
  - Le Cinquième Élément
- Sortie des jeux vidéo
  - Cool Boarders 2
  - Gradius Gaiden
- Sortie de l'album Halim de Natacha Atlas
- Sortie de la chanson Stranger in Moscow de Michael Jackson